# Паметник на Петко Славейков (Трявна, 1997)
Паметникът на Петко Славейков в Трявна е открит от президента Петър Стоянов в Деня на народните будители на 1 ноември 1997 г. Изработен е от скулптора Иван Колев.
Паметникът се намира в централната част на Трявна, в градината пред Районния съд. Срещу него е разположено Средно училище „Петко Рачев Славейков“. На същото място е имало бюст-паметник на Петко Славейков от 1927 г.